# Isla de Itaparica
La isla de Itaparica (en portugués: Ilha de Itaparica) es una isla de la costa atlántica de Brasil localizada en la bahía de Todos los Santos, a unos 10 km de la ciudad de Salvador, en el estado de Bahía. Es conocida por acoger la competición de tenis Sul América Open (Abierto de Sudamérica). En la isla hay, entre otras, dos localidades: Itaparica y Vera Cruz.
En la lengua tupí, Itaparica significa «cerca de la piedra». La isla fue descubierta el 1 de noviembre de 1501 por Américo Vespucio, junto con la bahía de Todos los Santos.
A Itaparica se puede llegar en aproximadamente una hora en ferry desde Salvador. Es la antigua sede del torneo de tenis, conocido como ATP de Itaparica.
Itaparica cuenta con 40 km de playas aptas para los turistas y una exuberante vegetación tropical. Cuenta con más de 36 km de largo, 146 km² de superficie, y está habitada por cincuenta y cinco mil personas, distribuidos en treinta y cinco lugares, organizados en dos municipios.